# 寿屋佐伯店
寿屋佐伯店（ことぶきやさいきてん）は、かつて大分県佐伯市にあった百貨店業態の総合スーパー。株式会社寿屋（現在のカリーノグループ）が運営していた。
寿屋創業の地における寿屋本店格の店舗のひとつであり、「佐伯寿屋百貨店」とも呼ばれていた。

## 概要
かつて九州最大手のスーパーマーケットチェーンであった寿屋の1号店である。佐伯市市街地の大手町商店街に立地し、隣接する仲町商店街とともに商業の中心であった。
創業時は化粧品・雑貨専門店であったが、1961年に日用品、加工食品の取扱を開始し、1966年には玩具、インテリアの取扱を開始した。

## 施設
- 所在地 - 大分県佐伯市大手町三丁目3番1号
- 売場面積 - 8,586m2
- 建物規模 - 地上9階、地下1階、寿屋大駐車場（旧本館→ハウジング館の跡地）
- 駐車場 - 181台
- 営業時間 - 9:30-19:00（一部を除く）
- 年商 - 39億4,300万円（1999年2月期）

## 沿革
- 1947年10月 - 佐伯市大手町にて化粧品店として創業[2]。
- 1953年 - 生鮮食料品の取扱を開始[2]。
- 1958年 - 衣料品の取扱を開始[2]。
- 1961年 - 日用品、加工食品の取扱を開始[2]。
- 1966年 - 玩具、インテリアの取扱を開始[2]。
- 1968年5月 - 寿屋本部を佐伯市から熊本市へ移転[2]。
- 1974年2月 - 佐伯寿屋百貨店の新店舗落成。旧本館はハウジング館となる。[要出典]
- 1986年7月 - 佐伯店ハウジング館を解体。寿屋大駐車場となる。[要出典]
- 2002年1月31日 - 寿屋の経営破綻による全店閉鎖に伴い、寿屋佐伯店が一時休業[3]（そのまま閉店[4]）。
- 2003年
  - 3月 - 大手前地区市街地再開発事業基本計画策定[5][6]。
  - 9月 - 旧寿屋佐伯店の建物を利用したフリーマーケット「まちなか夢市場」を開催[7][5]。
- 2005年
  - 11月26日 - 旧寿屋佐伯店駐車場跡地で「第2弾佐伯まちなか夢市場～豊後舟盛祭」を開催[7][5]。
  - 12月 - 解体工事完了。[要出典]
- 2006年2月 - 佐伯市土地開発公社が旧寿屋佐伯店解体後の用地を取得[8][9]。
- 2008年5月 - 旧寿屋佐伯店跡地で、地元商店街主催の「第一回佐伯城下こだわり市」を開催[10]。以後、毎月第3日曜日に開催される。
- 2010年3月 - 大手前開発事業基本構想策定[6]。
- 2011年7月12日 - 大手前開発事業基本計画策定[6]。
- 2012年8月1日 - 佐伯市長が大手前開発事業の白紙撤回を表明[11][12]。
- 2015年7月 - 大手前開発基本計画策定[6]。
- 2017年10月 - 大手前開発事業建築等実施設計完成。旧寿屋佐伯店及び駐車場跡地に「（仮称）大手前まちづくり交流館」（「さいき城山桜ホール」）等の建設が決まる[12]。
- 2020年10月さいき城山桜ホールオープン

## 館内
- 寿屋直営取扱い商品
  - 食料品全般
  - 衣料品
  - 日用雑貨
  - 家電
  - 家具・インテリア
  - 薬
  - 書籍・CD

### 主なテナント
- ぶーけ（1F）
  - カジュアルファッション・子供服・婦人服（旧ラララグループ）
- 寿匠苑
  - 呉服・和装（旧ラララグループ）
- ことぶきベーカリー（地階）
  - 焼き立てパン「サブマリン」（旧ラララグループ）
- カイ三番街
  - 婦人服
- ファッションハウス･Ｉ・S・YOU
  - 婦人服
- ATMコーナー
  - 大分銀行

## 交通

### 鉄道
- JR九州日豊本線「佐伯駅」よりバス。

### バス
- 大分バス大手前バスターミナル下車徒歩3分。

### 付近の主要道路
- 国道217号

## 周辺施設
- 大手前バスターミナル
- 大手前商店街
- 仲町商店街
- マルショク佐伯中央店
- 佐伯文化会館

## その他
- 本館は解体されたものの、2009年現在も駐車場などに寿屋佐伯店の看板が残っている。
- 寿屋経営破綻時の不採算店舗リストには入っておらず、当初は破綻後も営業継続予定であった。
- 数年後には佐伯インター付近に「寿屋豊後灘ショッピングセンター」として新店舗が開店する予定であった（現在はマルショクのコスモタウンフリーモール佐伯）。
- 旧館（大駐車場）の場所には低層階に店舗の入った立体駐車場を建設予定であり、出店申請も提出済みであったが経営難により事業休止中であった。